# Halina Car
Halina Car (ur. 1961) – lekarz chorób wewnętrznych, dr hab. nauk medycznych, profesor nadzwyczajny Zakładu Farmakologii Doświadczalnej Wydziału Nauk o Zdrowiu Uniwersytetu Medycznego w Białymstoku i Zakładu Farmakologii Klinicznej Wydziału Lekarskiego z Oddziałem Stomatologii i Oddziałem Nauczania w Języku Angielskim Uniwersytetu Medycznego w Białymstoku.

## Życiorys
W 1987 ukończyła studia medyczne w Akademii Medycznej w Białymstoku, w 1990 obroniła pracę doktorską Wpływ analogów wazopresyny na procesy uczenia się i pamięci u szczurów, 27 czerwca 2007 habilitowała się na podstawie pracy zatytułowanej Wybrane aspekty równowagi pomiędzy układami GABA-ergicznym i glutaminianergicznym. 14 sierpnia 2014 nadano jej tytuł profesora w zakresie nauk medycznych. Pracowała w Zakładzie Farmakologii na Wydziale Lekarski z Oddziałem Stomatologii Akademii Medycznej w Białymstoku.
Objęła funkcję profesora nadzwyczajnego w Zakładzie Farmakologii Klinicznej na Wydziale Lekarskim z Oddziałem Stomatologii i Oddziałem Nauczania w Języku Angielskim Uniwersytetu Medycznego w Białymstoku oraz w Zakładzie Farmakologii Doświadczalnej na Wydziale Nauk o Zdrowiu Uniwersytetu Medycznego w Białymstoku.
Piastuje stanowisko kierownika w Zakładzie Farmakologii Doświadczalnej oraz prodziekana na Wydziale Nauk o Zdrowiu Uniwersytetu Medycznego w Białymstoku i kierownika (p.o.) Zakładu Farmakologii Klinicznej na Wydziale Lekarskim z Oddziałem Stomatologii i Oddziałem Nauczania w Języku Angielskim Uniwersytetu Medycznego w Białymstoku.

## Odznaczenia
- Srebrny Krzyż Zasługi (2020)[5]